# Wyścig Rosji WTCC
Wyścig Rosji WTCC – runda World Touring Car Championship rozgrywana od 2013 na torze Moscow Raceway położonym koło przysiółka Czismiena, około 20 km na wschód od Wołokołamska i 90 km na zachód od Moskwy, przy drodze magistralnej M9.

## Zwycięzcy
| Sezon | Kierowca                   | Samochód              | Zespół                | Lokalizacja | Wyniki |
| ----- | -------------------------- | --------------------- | --------------------- | ----------- | ------ |
| 2013  | Wyścig 1: Yvan Muller      | Chevrolet Cruze       | RML                   | Moskwa      | Wyniki |
| 2013  | Wyścig 2: Michel Nykjær    | Chevrolet Cruze       | Nika Racing           | Moskwa      | Wyniki |
| 2014  | Wyścig 1: José María López | Citroën C-Elysée WTCC | Citroën Total WTCC    | Moskwa      | Wyniki |
| 2014  | Wyścig 2: Ma Qinghua       | Citroën C-Elysée WTCC | Citroën Total WTCC    | Moskwa      | Wyniki |
| 2015  | Wyścig 1: Yvan Muller      | Citroën C-Elysée      | Citroën Total WTCC    | Moskwa      | Wyniki |
| 2015  | Wyścig 2: Tiago Monteiro   | Honda Civic           | Honda Racing Team JAS | Moskwa      | Wyniki |